# Feedback (Kommunikation)
Feedback (englisch für ‚Rückmeldung, Rückinformation‘) bezeichnet in der  Kommunikation von Menschen die Rückübermittlung von Informationen durch den Empfänger einer Nachricht an den Sender jener Nachricht. Diese Informationen melden dem Sender, was der Empfänger wahrgenommen bzw. verstanden hat, und ermöglichen dem Sender durch etwaige Korrektur des Verhaltens auf die Rückmeldungen des Empfängers zu reagieren. Dies kann in mündlicher wie in schriftlicher Form übermittelt werden. Es ist die Grundlage, um Kommunikationsstörungen zu beseitigen.

## Kommunikationstheoretische Einordnung
Grundlage für Einordnung und Stellenwert von Feedback in der Sprach- bzw. Kommunikationstheorie ist die Ausführung  des Psycholinguisten Herbert H. Clark, wonach Sprache im Dialog eine Kooperation der beteiligten Personen ist. Mittels der Yngveschen Erweiterung des signaltheoretischen model of information transmission von Claude E. Shannon und Warren Weaver lässt sich Feedback als jegliche Information des back channels spezifizieren, die das Verhalten des Senders beeinflusst. 

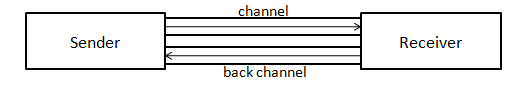
Erweitertes model of information transmission

 Dies bedeutet, dass auch teils unbewusste Prozesse wie Mimik und Gestik sowie Motor-Mimikry als Feedback zu klassifizieren sind.
Das Konzept von Allwood bezüglich der Einordnung von Feedback in die Sprachproduktion bzw. Sprachrezeption nimmt eine Unterteilung in drei Bereiche vor. Der erste Bereich umfasst die Sprachmanagementfunktionen, linguistische Mechanismen wie etwa „planning“ oder „repair“, mit denen der Sprecher seine kommunikative Beteiligung zu handhaben versucht. Der zweite Bereich umfasst interaktive Funktionen, die Mechanismen zur Koordination des Kommunikationsflusses bereitstellen. Neben Konzepten wie Sequenzierung und Turn-Taking ist auch Feedback in diese Kategorie einzuordnen. Als dritten Bereich führt Allwood die focussed or main message functions ein. Dieser Bereich sammelt jegliche Sprachproduktions- bzw. Sprachrezeptionsfunktionen, die keinem der beiden obigen Bereiche zugeordnet werden können.

## Kategorisierung von Feedback
Die Kategorisierung von Feedback ist eine komplexe Aufgabe, da sehr viele Parameter Einfluss auf diese Kategorisierung ausüben. Neben prosodischen Eigenschaften eines Feedbacksignals wie Betonung, Tonhöhe etc. haben auch Mimik und Gestik während der Äußerung einen Einfluss auf dessen Interpretation. Zentraler Aspekt ist und bleibt jedoch die Semantik und Pragmatik jenes Feedbacksignals.
Ein Feedbacksignal beinhaltet ferner auch immer eine Typisierung der Reaktion auf die vorherige Äußerung, auf die sich das Feedbacksignal bezieht, wobei folgende Typen auftreten können:
- Contact – Informationen über den Willen und die Fähigkeit, die Interaktion fortzuführen
- Perception – Informationen über den Willen und die Fähigkeit, die Nachricht zu verarbeiten
- Understanding – Informationen über den Willen und die Fähigkeit, die Nachricht zu verstehen
- Attitudinal reactions – Informationen über den Willen und die Fähigkeit, sinnvoll auf die Nachricht zu reagieren

Diese Typen sind voneinander abhängig, da Informationen bezüglich eines Typen die Informationen über alle zuvor gelisteten Typen implizieren. Des Weiteren beinhaltet jedes Feedbacksignal einen kommunikativen Status. Die durch das Signal kommunizierten Informationen lassen sich bezüglich ihres Status wie folgt kategorisieren:
- Indicated information – Informationen, die unbewusst kommuniziert werden
- Displayed information – Informationen, die bewusst und absichtlich kommuniziert werden
- Signalled information – Informationen, die bewusst als displayed kommuniziert werden und als solche wahrgenommen werden sollen

Auch ist die Möglichkeit vorhanden, durch Feedbacksignale neben der Fortsetzung der Kommunikation eine Aufforderung nach Feedback auf das gerade gegebene Feedback zu übermitteln. Jene Möglichkeit wird als evokative Funktion von Feedbacksignalen benannt und zumeist dadurch erreicht, dass das Feedbacksignal Überraschung über die vorherige Äußerung anzeigt.

## Kontextsensitivität von Feedback
Neben diesen allgemeinen Aspekten beinhaltet die Analyse und Interpretation von Feedback noch die Schwierigkeit einer etwaigen hohen Kontextsensitivität. Zwar lässt sich für einzelne Modalitäten eine Standardcharakterisierung gewisser spezifischer Feedbacksignale treffen, in etwa, dass ein „Ja“ [Nicken] zumeist Akzeptanz bedeutet, während ein „Nein“ [Kopfschütteln] Ablehnung oder ein „Ok“ Bestätigung signalisiert.
Beispiel 1Akzeptanz signalisierendes Feedback
```
A: „Es regnet!“
B:                    „Ja.“
```

Beispiel 2Ablehnung signalisierendes Feedback
```
A: „Es regnet!“
B:                    „Nein.“
```

Jedoch ist diese Charakterisierung in keinem Fall allgemeingültig, da die Interpretation des Feedbacks zumeist untrennbar mit der vorherigen Äußerung verknüpft ist.
Beispiel. 3Einfluss der Polarität – Akzeptanz oder Ablehnung?
```
A: „Es regnet nicht!“
B:                          „Ja.“ (Es regnet! / Du hast Recht!)
```

Vor allem die Art der vorherigen Äußerungen (Information, Frage, Bitte, Angebot etc.) sowie die Polarität (Formulierung positiv oder negativ) und der Informationsgehalt selbiger (Information unbekannt/bekannt, uninteressant/interessant etc.) verändern dann obige Standardcharakterisierung in hohem Maße.
Beispiel. 4Einfluss des Informationsgehalts – Akzeptanz bekannter Information
```
A: „Es regnet!“
B:                    „Ja, es regnet!“ (lange Betonung auf dem „Ja“)
```

Jedoch existieren auch vollständig kontextunabhängige Feedbacksignale, so genannte generische Antworten, die die Interpretation von Feedback erschweren können. Diese Signale sollen lediglich die obigen Reaktionstypen Contact, Perception und Understanding übermitteln, unterscheiden sich jedoch von kontextabhängigen Feedbacksignalen lediglich durch ein anders getimtes Auftreten. Ein Beispiel für solche generischen Signale ist z. B. ein konstantes Nicken des Empfängers während der Äußerung des Senders.

## Rezeption in der Wissenschaft
Vor allem in der Mensch-Maschine-Interaktion ist der Stellenwert von Feedback im obigen Sinne mittlerweile als sehr groß zu bezeichnen. So mehren sich Projekte, in denen die „Maschine“ mit für den Menschen natürlichem Feedback versehen werden soll. Jene Projekte beschäftigen sich zumeist mit verbaler Kommunikation, wobei das Ziel die Entwicklung eines natürlichen Dialogsystems ist. Auch die Verknüpfung mehrerer Modalitäten im Hinblick auf Feedback rückte 2008 langsam in den Fokus der Forschung.
Neben jenen informatischen Aspekten beeinflusst Feedback auch die Analyse anderer kommunikationswissenschaftlicher Konzepte, wie z. B. des Grounding.

## Anwendungsgebiete
- Rückmeldungen von Kunden in Wirtschaft und öffentlichem Dienst, siehe Feedbackmanagement
- Rückmeldungen von Benutzern einer Website, siehe Feedback Analytics
- die Rückmeldung an eine Person über ihr Verhalten, siehe Feedback (Gruppendynamik)